# 米爾本 (新澤西州)
米爾本（英語：Millburn）是位於美國新澤西州艾塞克斯縣的一個鎮區。

## 地方資料
米爾本的面積為25.62平方千米，當中陸地面積為24.17平方千米，而水域面積為1.45平方千米。根據2020年美國人口普查的數據，當地共有人口21710人，而人口密度為每平方千米847.38人。